# Curt Sachs

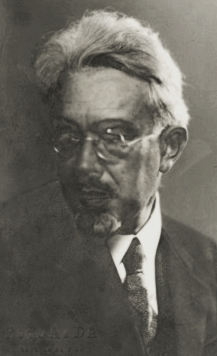
Curt Sachs, 1935

Curt Sachs (* 29. Juni 1881 in Berlin; † 5. Februar 1959 in New York) war ein deutscher Musikethnologe und Begründer der wissenschaftlichen Musikinstrumentenkunde.

## Leben und Wirken
Curt Sachs erhielt in seiner Jugend unter anderem bei Kurt Johnen Klavierunterricht, lernte Musiktheorie und Komposition. Später, an der Universität Berlin, nahm er Musikgeschichte in seine Studien auf. Seine Dissertation schrieb er bei Carl Frey über eine Skulptur von Andrea del Verrocchio in Florenz (1904). 1905/1906 war er am Kunstgewerbemuseum in Berlin tätig. 1905 bis 1907 gab er mit Ernst Jaffé das Rezensionsorgan Monatshefte der kunstwissenschaftlichen Literatur heraus. Seit 1908 wandte er sich ausschließlich musikalischen Themen zu. Er hat sich 1919 an der Universität Berlin mit dem Handbuch der Musikinstrumentenkunde habilitiert.

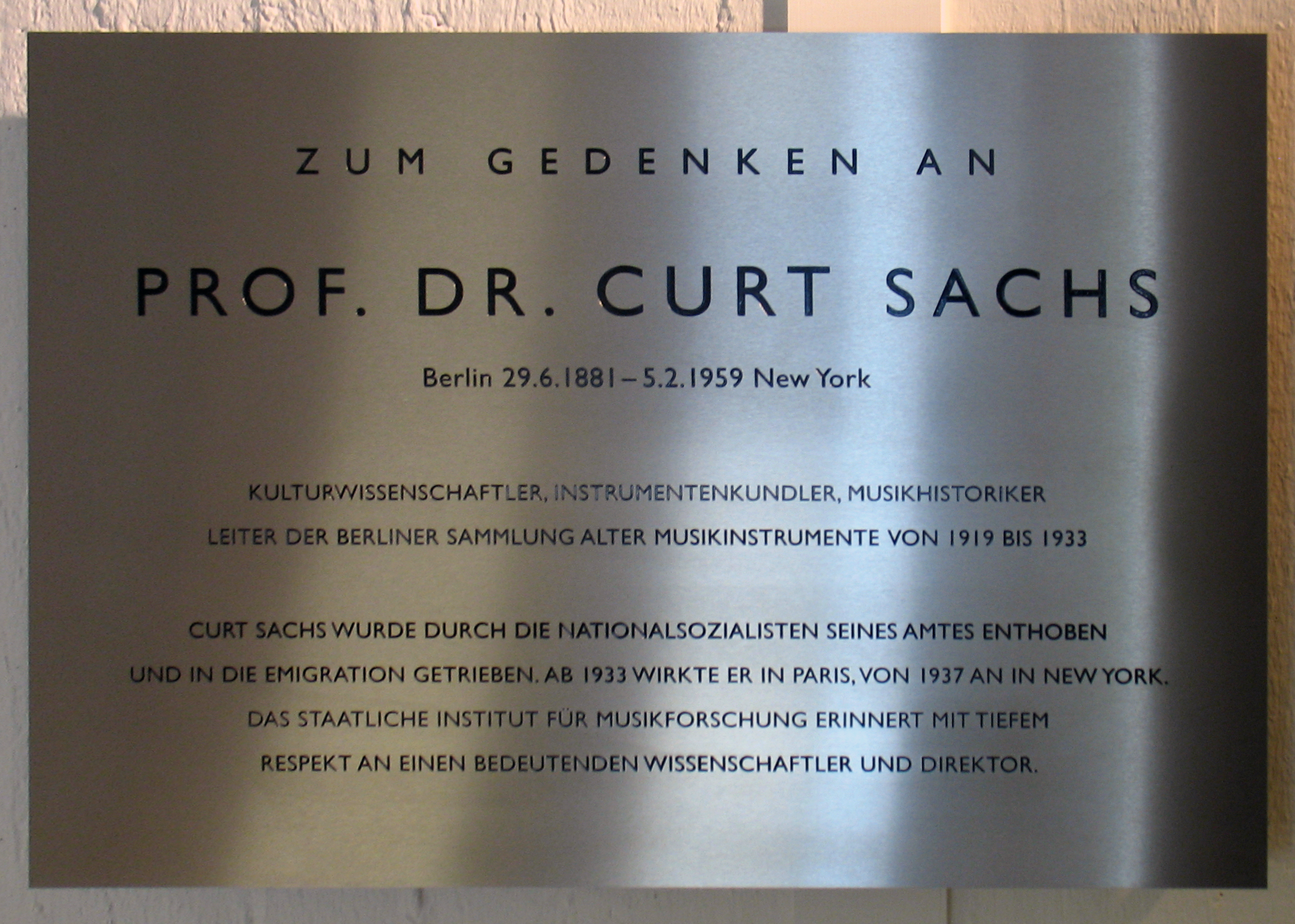
Gedenktafel am Haus, Ben-Gurion-Straße 1, in Berlin-Tiergarten

Im Dezember 1919 wurde er als Nachfolger von Oskar Fleischer zunächst vertretungsweise, im September 1920 endgültig Direktor der Sammlung alter Musikinstrumente bei der Staatlichen akademischen Hochschule für Musik in Berlin-Charlottenburg. 1921 wurde Sachs ao., 1928 etatsmäßiger Professor an der Universität Berlin, seit 1926 lehrte er zusätzlich Instrumentenkunde an der Staatlichen Akademie für Kirchen- und Schulmusik in Berlin. Er bemühte sich intensiv, die umfangreiche Kollektion der Musikinstrumentensammlung der Öffentlichkeit und der Wissenschaft zugänglich zu machen. Hier begann auch seine institutionelle Laufbahn als Musikinstrumentenkundler (Organologe). 1930 verbrachte Sachs auf Einladung des Institut de Musique Orientale mehrere Monate in Kairo, um einen Bericht über die Erneuerung der arabischen Musik auszuarbeiten.
1933 wurde Sachs als Jude von den Nationalsozialisten seines Amtes enthoben. Er emigrierte daraufhin nach Paris und später in die Vereinigten Staaten. Dort lehrte er von 1937 bis 1953 an der New York University und arbeitete außerdem für die New York Public Library und das Metropolitan Museum of Art.
Sachs schrieb Bücher über Rhythmus, Tanz und Musikinstrumente. 1913 erschien sein Reallexicon der Musikinstrumente, das einflussreichste Lexikon über historische und weltweit verbreitete Musikinstrumente. Es wird als zuverlässiger als das von Rowland Wright 1941 veröffentlichte Dictionnaire des Instruments de Musique eingeschätzt und diente als Grundlage für das von Sibyl Marcuse 1964 verfasste, umfangreichere Lexikon Musical Instruments. A Comprehensive Dictionary. 1914 veröffentlichte er mit Erich von Hornbostel den Aufsatz Systematik der Musikinstrumente. Ein Versuch in der Zeitschrift für Ethnologie, für den beide berühmt wurden. Der Artikel enthielt auf der Grundlage des von Victor-Charles Mahillon 1880 veröffentlichten Katalogs des Brüsseler Musikinstrumentenmuseums ein ausgereiftes System zur Klassifikation von Musikinstrumenten. Diese wurde später um einen Gliederungspunkt ergänzt und ist heute als Hornbostel-Sachs-Systematik Standard. Dagegen gilt Geist und Werden der Musikinstrumente von 1929 als Sachs’ Hauptbeitrag zur damals verbreiteten Theorie des Diffusionismus heute als veraltet. Sein Buch The history of musical instruments (1940) ist ein bedeutendes Werk zum Thema. Darin werden die Instrumente nach Kulturen und die europäischen Instrumente gesondert nach Kulturperioden eingeteilt.
1956 wurde er korrespondierendes Mitglied der Deutschen Akademie der Künste, Sektion Musik, in Ostberlin. Im gleichen Jahr wurde ihm die Ehrendoktorwürde der Freien Universität Berlin verliehen. Der Konzertsaal des Staatlichen Instituts für Musikforschung in Berlin ist nach Curt Sachs benannt. Seit 1983 verleiht die American Musical Instrument Society den „Curt Sachs Award“ an eine Person, die einen wichtigen Beitrag zu den Zielen der Gesellschaft gemacht hat.

## Veröffentlichungen (Auswahl)
- Musikgeschichte der Stadt Berlin bis zum Jahre 1800. Verlag Gebrüder Paetel, Berlin 1908 (Digitalisat).
- Reallexikon der Musikinstrumente. Berlin 1913 (Digitalisat).
- mit Erich M. von Hornbostel: Systematik der Musikinstrumente. Ein Versuch.  In: Zeitschrift für Ethnologie. Band 46, 1914, S. 553–590 (Digitalisat).
- Die Musikinstrumente Indiens und Indonesiens. Zugleich eine Einführung in die Instrumentenkunde. Berlin 1915, 2. Auflage: Berlin 1923.
- Die Maultrommel. Eine typologische Vorstudie. In: Zeitschrift für Ethnologie, 1917.
- Handbuch der Musikinstrumentenkunde. (Habilitationsschrift) Leipzig 1920, 2. Auflage: Leipzig 1930; Neudruck: Olms, Hildesheim 1967.
- Sammlung alter Musikinstrumente bei der staatlichen Hochschule für Musik zu Berlin. Beschreibender Katalog. Julius Bard, Berlin 1922 (Digitalisat).
- Die Musikinstrumente. Breslau 1923.
- Musik des Altertums. Breslau 1924.
- Die Musik der Antike. (= Ernst Bücken (Hrsg.): Handbuch der Musikwissenschaft, Bd. 6). Potsdam 1928. (Digitalisat)
- Geist und Werden der Musikinstrumente. Berlin 1929.
- Vergleichende Musikwissenschaft in ihren Grundzügen. Leipzig 1930; 2. neubearbeitete Auflage: Vergleichende Musikwissenschaft: Musik der Fremdkulturen. Heidelberg 1959; 3. Auflage: Wilhelmshaven 1974.
- Eine Weltgeschichte des Tanzes. Berlin 1933, englisch: World History of the Dance. New York 1937.
- Les Instruments de musique de Madagascar. Paris 1938.
- The history of musical instruments. New York 1940.
- The rise of music in the Ancient world: East and West. New York 1943.
- Rhythm and Tempo. A Study in Music History. New York 1953.
- The Wellsprings of Music. Herausgegeben von Jaap Kunst. Den Haag 1962.